# Opuntia pycnantha
Opuntia pycnantha là một loài thực vật có hoa trong họ Cactaceae. Loài này được Engelm. mô tả khoa học đầu tiên năm 1896.